# メディカル・カレッジ青照館
メディカル・カレッジ青照館（メディカル・カレッジせいしょうかん）とは、熊本県宇城市三角町波多にある専門学校。運営は学校法人青照学舎（せいしょうがくしゃ）。

## 概要
- コメディカルの人材を輩出することを目的として開校された。
- 埼玉県にある人間総合科学大学と提携を結び、学士号取得支援教育（ダブルスクール制度）を実施している。
- 全ての学科において4年制での教育を行っており、卒業すると高度専門士の称号が得られる。
- 組織見直し・再編に伴い、令和2年度以降の学生募集を停止することが決定された。[1]

## 沿革
- 2001年 - メディカル・カレッジ青照館開校。
- 2008年 - 学校法人青照学舎が熊本駅前看護リハビリテーション学院を開校。
- 2020年 - 組織見直し・再編に伴い、令和2年度以降の学生募集を停止。

## 設置学科
- 理学療法学科
- 作業療法学科
- 言語聴覚療法学科

## 所在地
- 〒869-3205　熊本県宇城市三角町波多2864-111

## 取得できる資格・免許状
- 理学療法学科のみ
  - 理学療法士国家試験受験資格
- 作業療法学科のみ
  - 作業療法士国家試験受験資格
- 言語聴覚療法学科のみ
  - 言語聴覚士国家試験受験資格
- 各学科共通
  - 高度専門士称号（医療専門課程）・大学院入学試験受験資格

## 交通アクセス
- JR九州三角線 波多浦駅 徒歩5分

## 系列校
- 熊本駅前看護リハビリテーション学院